# 트레우바리아속
트레우바리아속(Treubaria)는 녹조강 스파이로플레아목에 속하는 녹조류 속의 하나이다. 트레우바리아과(Treubariaceae)의 유일속이다. 10종으로 이루어져 있다.

## 하위 종
| - T. appendiculata - T. crassicornuta - T. crassispina - T. globosa - T. planctonica | - T. quadrispina - T. schmidlei - T. setigera - T. triappendiculata - T. umbrina |